# یواس‌اس اسنپر (اس‌اس-۱۸۵)
یواس‌اس اسنپر (اس‌اس-۱۸۵) (به انگلیسی: USS Snapper (SS-185)) یک زیردریایی بود که طول آن ۳۰۸ فوت ۰ اینچ (۹۳٫۸۸ متر) بود. این زیردریایی در سال ۱۹۳۷ ساخته شد.